# Henk de Jonge
Henk de Jonge (* Dezember 1943 in Hilversum) ist ein niederländischer Musiker (Piano, Perkussion, Komposition), der vor allem als Mitglied des Willem Breuker Kollektief bekannt wurde.

## Leben und Wirken
De Jonge studierte auf dem Konservatorium in Utrecht Piano und Schlagwerk und war dann zwischen 1964 und 1966 als Perkussionist in Sinfonieorchestern und dann als Pianist in Theaterproduktionen (unter anderem bei Jérôme Savary) beschäftigt. 1978 lernte Willem Breuker ihn bei der Produktion von Twice a Woman kennen und holte ihn 1979 in sein Kollektief, dem de Jonge bis zu dessen Auflösung 2012 angehörte. Daneben gründete er ein eigenes Trio, mit dem er seit 1986 zwei Alben beim Label BV Haast veröffentlichte. Auch begleitete er Robert Long (Liedjes uit de Krullentijd), für den er auch arrangierte, und nahm Kompositionen von Theo Uden Masman auf. Seit 2009 führte er auch mit dem Lichtkünstler Hans Cornel den Wind & Water Boekie Woekie auf.